# Leilani Dowding

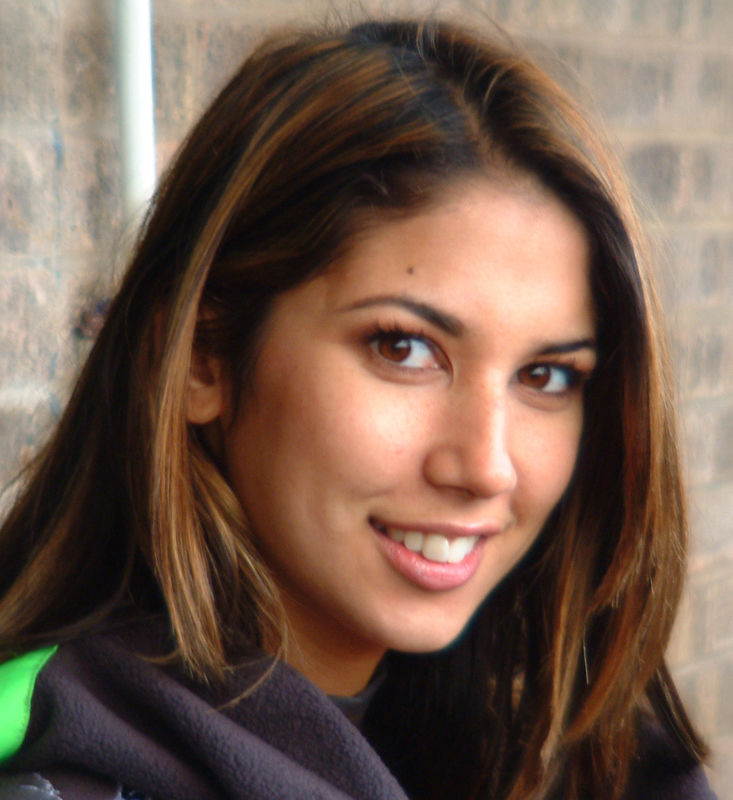
Leilani Dowding (2002)

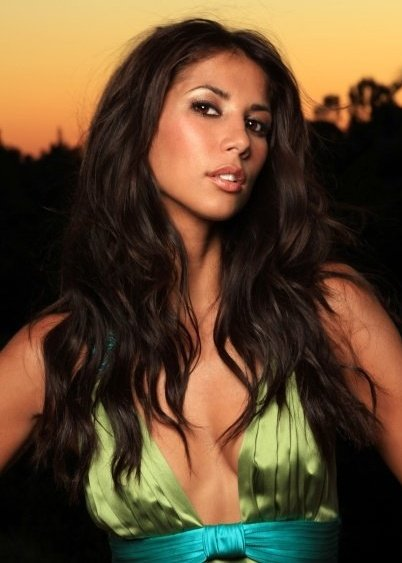
Leilani Dowding

Leilani Dowding (* 30. Januar 1980 in Bournemouth) ist eine britische Schönheitskönigin und Schauspielerin.

## Biografie
Dowding wuchs zusammen mit einer Schwester in Bournemouth auf. Ihre Mutter ist Philippinin, ihr Vater Brite. Sie besuchte die St. Peter's School und studierte anschließend Wirtschaftswissenschaften an der Royal Holloway University in London und der University of Surrey. Im Jahr 1998 gewann sie die Wahl zur Miss Great Britain. Im gleichen Jahr nahm sie als erste Britin mit asiatischen Vorfahren in Hawaii an der Wahl zur Miss Universe teil.
Das Studium brach sie zugunsten einer Karriere als Model ab. Ursprünglich hatte sie zwar nicht vor Nacktaufnahmen zu machen, landete jedoch bereits 1999 als Seite-3-Mädchen in der Boulevardzeitung The Sun.
Im Jahr 2003 erreichte sie den Rang 89 auf der Weltliste der FHM 100 Sexiest Women Awards.
In den Folgejahren war Dowding in einer Vielzahl von britischen Film- und Fernsehproduktionen zu sehen, u. a. in This Morning, Faking It, Celebrity Wrestling und Celebrity Fear Factor aber auch in der US-amerikanischen Realityshow Tough Love Miami.
Zum Anfang der 2010er Jahre wurde es ruhiger um Dowding. Sie machte Truppenbesuche zur Moralstärkung bei den britischen Einheiten in Bosnien, dem Kosovo, im Irak und auf Zypern.
Dowding trat 2016 in dem Dokumentar-Kurzfilm Eating Friends: Korean Boknal Dog Meat Industry in Erscheinung, der sich gegen den Verzehr von Hundefleisch wendet.
Privates
Dowding positioniert sich als Vegetarierin, Tierschützerin, Hunde- und Pferdehalterin. Sie war verlobt mit den Fußballspielern Mark Williams und Jérémie Aliadière und verheiratet mit Richard Palmer. Nach mehreren gescheiterten Beziehungen wandte sie sich vermehrt der Scientology-Kirche zu.

## Filmografie (Auswahl)
- 2000: The Big Stage (TV-Serie)
- 2003: The Yes/No Gameshow, (TV-Show)
- 2004: The Impressionable Jon Culshaw, (TV-Serie)
- 2005: This Morning, (TV-Serie)
- 2011: Tough Love: Miami, (in 12 Folgen der TV-Serie)
- 2016: Eating Friends: Korean Boknal Dog Meat Industry  (Doku)
- 2019: The Real Housewives Of Cheshire Hauptdarstellerin in Staffel 10 (Reality Show)

## Auszeichnungen
- 1998: Miss Great Britain